# Vicente Joaquim Zico

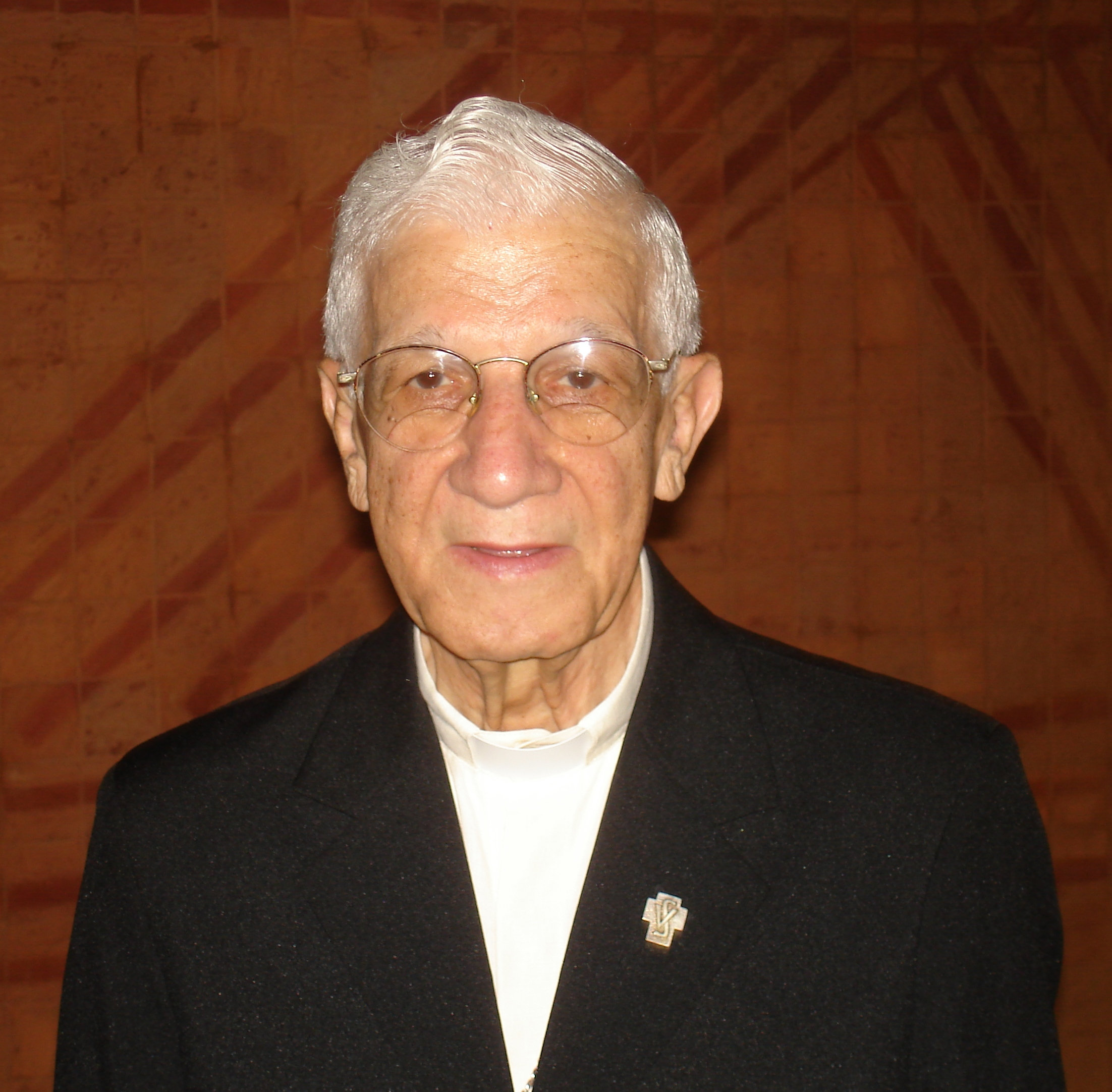
Vicente Joaquim Zico (2006)

Vicente Joaquim Zico CM (* 27. Januar 1927 in Luz, Brasilien; † 4. Mai 2015 in Belém) war ein brasilianischer römisch-katholischer Geistlicher und Erzbischof von Belém do Pará.

## Leben
Vicente Joaquim Zico trat der Ordensgemeinschaft der Lazaristen bei, legte im März 1945 die Profess ab und empfing am 22. Oktober 1950 die Priesterweihe. Nachdem er von 1952 bis 1963 Lehrer am Priesterseminar von Fortaleza war, leitete er in den folgenden Jahren verschiedene Seminare und Kollegs.
Papst Johannes Paul II. ernannte ihn am 5. Dezember 1980 zum Koadjutorerzbischof von Belém do Pará. Der Papst persönlich spendete ihm am 6. Januar des nächsten Jahres die Bischofsweihe; Mitkonsekratoren waren Giovanni Canestri, Weiherzbischof in Rom, und Belchior Joaquim da Silva Neto CM, Bischof von Luz. Mit der Emeritierung Alberto Gaudêncio Ramos’ folgte er ihm am 4. Juli 1990 als Erzbischof von Belém do Pará nach. Von 1987 bis 1994 war Zico Mitglied der Kommission für Pastoralmission innerhalb der brasilianischen Bischofskonferenz. Darüber hinaus war er Berater der päpstlichen Lateinamerikakommission, die der Kongregation für die Bischöfe unterstellt ist.
Am 13. Oktober 2004 nahm Papst Johannes Paul II. seinen altersbedingten Rücktritt an. Zico lebte weiterhin in Belém. Er starb im Mai 2015, nachdem er kurz zuvor wegen Atembeschwerden im Krankenhaus behandelt wurde.